# Дірк Медвед
Дірк Медвед (нід. Dirk Medved, нар. 15 вересня 1968, Генк) — бельгійський футболіст, що грав на позиції захисника.
Виступав за національну збірну Бельгії.

## Клубна кар'єра
У дорослому футболі дебютував 1985 року виступами за команду клубу «Ватерсхей Тор», в якій провів три сезони, взявши участь у 51 матчі чемпіонату. 
Протягом 1988—1989 років захищав кольори команди клубу «Генк».
Своєю грою за останню команду привернув увагу представників тренерського штабу клубу «Гент», до складу якого приєднався 1989 року. Відіграв за команду з Гента наступні чотири сезони своєї ігрової кар'єри. Більшість часу, проведеного у складі «Гента», був основним гравцем захисту команди.
1993 року уклав контракт з клубом «Брюгге», у складі якого провів наступні чотири роки своєї кар'єри гравця. Граючи у складі «Брюгге» також здебільшого виходив на поле в основному складі команди.
1997 року перейшов до клубу «Стандард» (Льєж), за який відіграв 2 сезони. Завершив професійну кар'єру футболіста виступами за цей клуб 1999 року.

## Виступи за збірну
1991 року дебютував в офіційних матчах у складі національної збірної Бельгії. Протягом кар'єри у національній команді, яка тривала 7 років, провів у формі головної команди країни 26 матчів.
У складі збірної був учасником чемпіонату світу 1994 року у США.

## Титули і досягнення
- Чемпіон Бельгії (1):

«Брюгге»: 1995-96
- Володар Кубка Бельгії (2):

«Брюгге»: 1994-95, 1995-96
- Володар Суперкубка Бельгії (2):

«Брюгге»: 1994, 1996